# Llengües iroqueses
Les llengües iroqueses són una família de llengües ameríndies parlades a l'Amèrica del Nord. Van ser de les primeres a ser posades per escrit pels europeus. Les llengües de la branca septentrional són tan semblants que a vegades han estat classificades com a dialectes. Inclouen una barreja de sons nasals i orals; de fet, cada llengua de la família té almenys un so vocal nasal.
Són les llengües pròpies de les tribus de la Confederació Iroquesa (mohawks, oneida, onondaga, seneca, cayuga i tuscarora), pobles que originàriament s'estenien per l'actual estat de Nova York, a la vall del riu Mohawk i a la regió dels Grans Llacs, i que actualment es troben escampats en reserves de Nova York, Ontario, Quebec, Wisconsin i Oklahoma. També pertanyen al mateix grup d'altres tribus menors, com els erie, conestoga o susquehannock i els hurons o wyandot. El cherokee també pertany al mateix tronc lingüístic.

## Divisió interna
La família iroquesa es compon d'onze llengües.
I. Iroquès septentrional.
A. Tuscarora-nottoway.
1. Tuscarora (c. 11, 1991-1997)
2. Nottoway.
B. Iroquès proto-llac.
3. Hurons.
dialectes:
- Huron (24, 2012)
- Wyandot.

4. Laurentià (?).
i. Iroquès (Confederació Iroquesa).
5. Onondaga (c. 90, 1991-1997)
6. Conestoga (també Andaste, Susquehannock, Andastoerrhonon, Minqua).
a. Seneca-cayuga.
7. Seneca (4.000, 1980; 175, 1991-1997; 200, 2004)
8. Cayuga (c. 60)
b. Mohawk-oneida.
9. Mohawk (3.000, 1982; 3.760, 2001; 2.000-4.000, 2002; 4.000, 2012)
10. Oneida (1.500, 1980; 250, 1991)
II. Iroquès meridional.
11. Cherokee (11.000, 1980; 16.400, 2000; 16.000, 2012)

## Relacions externes
No s'ha provat vincles segurs amb altres llengües dels Estats Units encara que s'han suggerit possibles parentius. E. Sapir va proposar que les llengües iroqueses podrien estar llunyanament emparentades amb les llengües caddo. Posteriorment W. L. Chafe va aportar certa evidència morfològica en favor del parentiu, proposant que també les llengües sioux estarien emparentades amb les dues famílies anteriors. No obstant això, l'evidència en favor d'aquest parentiu no sembla conclusiva.(Mithun 1999:305).

## Característiques comunes
Des d'un punt de vista tipològic les llengües iroqueses són llengües polisintètiques i posseeixen gènere gramatical.

### Fonologia
Existeix una quantitat raonable de treball amb el mètode comparatiu dins de la família iroquesa. En concret la fonologia les llengües que formen la subfamília iroquesa septentrional (Northern Iroquoian) ha estat reconstruïda amb gran detall La reconstrucció estàndard es basa en Lounsbury [1971], Chafe [1973], Foster [1977] i Mithun [1979]. L'inventari de consonants reconstruït per a proto-nordiroquès (proto-NI) és el següent:
|            | Alveolar | Palatal | Velar | Labio- velar | Glotal |
| ---------- | -------- | ------- | ----- | ------------ | ------ |
| oclusiva   | *t       |         | *k    | *kʷ          | *ʔ     |
| africada   | *ʦ       | *ʦ      |       |              |        |
| fricativa  | *s       |         |       |              | *h     |
| nasal      | *n       |         |       |              |        |
| aproximant | *r       | *y      |       | *w           |        |

Una característica interessant és que aquest sistema manca de bilabials /p/ o /m/ que apareixen en gairebé totes les llengües del món. El fonema /*ʦ/ té dos al·lòfons *[ʧ] davant /*y, *i/ y *[ʦ] en la resta de contexts fonètics.
Quant a les vocals es reconstrueixen cinc vocals no-nasals /*i, *e, *a, *o/ i dues vocals nasals /*ę, *ǫ/. En les llengües iroquesas conegudes abunden les vocals nasals.

### Gramàtica
Les llengües iroquesas són llengües polisintétiques en les quals és freqüent trobar llargues paraules o holofrase.

### Comparació lèxica
Els numerals en diferents llengües iroqueses són:
| GLOSSA | Septentrional | Septentrional | Septentrional | Septentrional | Septentrional | Septentrional | Meridional      | PROTO- IROQUÉS       |
| GLOSSA | Mohawk        | Oneida        | Onondaga      | Cayuga        | Seneca        | Tuscarora     | Cherokee        | PROTO- IROQUÉS       |
| ------ | ------------- | ------------- | ------------- | ------------- | ------------- | ------------- | --------------- | -------------------- |
| '1'    | ʌ́hska         | úskah         | skáta         | skaːt         | sgaːd         | ę́ˑči          | saàkwu          | *ska-                |
| '2'    | tékeni        | téken/ tékni  | tekní         | tekhniː       | dekniːh       | néˑktiˑ       | tʰáʔli          | *tekni               |
| '3'    | áhsʌ          | áhsʌ̠/ áhsʌ    | ʔáhsɛ̨         | áhsɛ̜          | sëh           | áhsę          | joʔi            | *áhsę                |
| '4'    | kayéːli       | kayé          | kayé.(i)      | kéih          | geːih         | hę́ʔtahk       | nvhki           | *kayeː-              |
| '5'    | wísk          | wisk          | hwíks         | kwis          | wis           | wihsk         | hiski           | *hwisk               |
| '6'    | yàːyak        | yáˑyahk       | ʔahyáʔk       | hyeːiʼ        | yeːiʼ         | úhyaʔk        | suútáli         | *hyaʔk               |
| '7'    | jáˑtah        | tsyaˑták      | tsyaták       | tsyáːtahk     | dzaːdak       | čáˑʔnahk      | (kahlkwoóki)(b) | *ʦyaˑtahk *sutare(a) |
| '8'    | saʔtéːku      | téklu         | téˑkɛ̨ˑ        | tekrǫʼ        | degyöʼ        | néˑkręʔ       | chaneéla        | *tekru               |
| '9'    | kyóhtu        | wáˑtlu        | wáʔˑtɛ̨ˑ       | kyohtǫʼ       | ʤohdǫːh       | níhręʔ        | sohneéla        | *                    |
| '10'   | oyéːli̠        | oyeˑli        | washɛ̨́h        | washɛ̜ː        | washęːh       | wáhθhęʔ       | skoóhi          | *                    |
En la taula anterior /y/ és l'equivalent AFA del signe de l'alfabet fonètic internacional /j/.
(b) El terme apareix en Wyandot smb el significat de '7' i en cherokee amb el significat de '6'.
(b) Préstec del muskogi.

## Esforços de revitalització lingüística
Pel 2012 un programa en llengua iroquesa, el Certificate in Iroquois Linguistics for Language Learners, ofert a la Universitat de Syracuse, està dissenyat per als estudiants i professors d'idiomes que treballen en revitalització lingüística.
El Six Nations Polytechnic a Ohsweken (Ontario) ofereix un diploma de llengua Ogwehoweh i programes de grau en mohawk o cayuga.